# Tomàs Aguiló
Tomàs Aguiló (Palma di Maiorca, 31 maggio 1812 – Palma di Maiorca, 30 novembre 1884) è stato un poeta spagnolo.
Prese attivamente parte alla rinascita letteraria della Catalogna con le sue opere in versi in cui si nota un sensibile influsso della poesia romantica tedesca.

### Opere
- 1846 – Poesies fantástiques
- 1850 – Rimas varias
- 1858 – Balades